# Operace Vigorous
Operace Vigorous byla jednou z námořních operací druhé světové války ve Středozemním moři, při které došlo ke střetu mezi spojeneckými jednotkami a jednotkami Osy. Operace se uskutečnila mezi 11. a 16. červnem 1942 a jejím cílem bylo dopravit konvoj z Haify a Port Saidu na Maltu. Souběžně probíhala operace Harpoon, jejímž cílem bylo dopravit na Maltu konvoj z Gibraltaru.

## Pozadí
Po neúspěšných konvojích na Maltu (viz druhá bitva u Syrty) bylo rozhodnuto dále tyto konvoje neprovádět a řešit zásobování jinak. Avšak po zprávách o kritické situaci obránců Malty rozhodl W. Churchill 22. dubna 1942 jinak. Byly naplánovány dvě paralelní operace Harpoon a Vigorous. Při operaci Harpoon měl být svaz H posílen loděmi z domácího loďstva a Středomořské loďstvo mělo být při operaci Vigorous posíleno loděmi z Východního loďstva.

## Britské síly
- 11. června vyplul z Port Saidu diverzní konvoj složený lehkým křižníkem HMS Coventry, 7 torpédoborci a 4 obchodními loděmi. Jeho úkolem bylo odlákat pozornost od hlavního konvoje.
- 12. června vyplul z Haify a Port Saidu konvoj MW-11 složený ze 7 obchodních lodí. Některé lodě za sebou vlekly čluny MTB, které měly posílit ofenzívní sílu Malty. Oba konvoje dohromady přepravovaly 72 000 tun materiálu.
- 13. června se konvoj MW-11 setkal s diverzním konvojem i se svou ochranou. Ochranu konvoje tvořily lehké křižníky HMS Birmingham, HMS Hermione, HMS Arethusa, HMS Newcastle, HMS Cleopatra, HMS Dido, HMS Euryalus, torpédoborce HMAS Norman, HMAS Napier, HMAS Nestor, HMAS Nizam, HMS Hero, HMS Jervis, HMS Hasty, HMS Airedale, HMS Aldenham, HMS Hurworth a 10 dalších torpédoborců a 4 korvety. Kromě toho s konvojem plula cílová loď HMS Centurion maskovaná jako bitevní loď. Ochraně konvoje velel kontradmirál Philip Vian.

## Italské síly
Proti konvoji byl v Tarentu shromážděn svaz lodí pod velením admirála Iachina, Byl složen z bitevních lodí Littorio a Vittorio Veneto, těžkých křižníků Trento a Gorizia, lehkých křižníků Emanuele Filiberto Duca D'Aosta a Giuseppe Garibaldi a torpédoborců Alpino, Antonio Pigafetta, Ascari, Aviere, Bersagliere, Camicia Nera, Geniere, Folgore, Freccia, Legionario, Mitragliere a Saetta.

## 13. června
Došlo k prvním leteckým útokům na konvoj. Loď City of Calcutta byla poškozena a musela se vrátit do Alexandrie. Další obchodní loď byla vrácena, protože nestačila tempu plavby. Druhý den byla potopena Ju 88.

## 14. června
Během dopoledne se podařilo stíhačkám ze Západní pouště odrazit několik útoků, ale v poledne byla německými letadly potopena obchodní loď Bhutan a další byla poškozena a musela odplout do Tobruku.
Do Tobruku také odpluly všechny čluny MTB, protože překážely při úhybných manévrech během leteckých útoků.
Navečer se kontradmirál Vian dozvěděl o vyplutí italského loďstva z Tarentu.

## 15. června
Ve 4 hodiny ráno napadlo konvoj 5 německých rychlých člunů, které torpédovaly torpédoborec Hasty, který musel být potopen a křižník Newcastle, který musel odplout do Alexandrie a potom na opravy, které trvaly několik měsíců. Rychlé čluny potom beze ztrát unikly.
Během noci Beauforty z Malty několikrát zaútočily na italský svaz a podařilo se jim zasáhnout křižník Trento a bitevní loď Littorio, na které však vzniklo jen povrchové poškození.
Britská ponorka Umbro torpédovala již poškozený křižník Trento a ten se během 5 minut potopil.
Před desátou hodinou bylo opět zasaženo Littorio, tentokrát americkým Liberatorem z Egypta. Littorio muselo o několik uzlů snížit svoji rychlost a jinak žádné poškození neutrpělo.
Také konvoj a jeho ochrana byla po celý den terčem náletů, které poškodily křižník Birmingham a potopily torpédoborec Airedale a další obchodní loď.
Pod dojmem z těchto útoků a z obavy ze střetnutí s italským svazem se Vian rozhodl pro návrat do Alexandrie.
Nálety však pokračovaly dál a v podvečer byl při náletu německých Ju 88 poškozen torpédoborec Nestor natolik, že musel být později potopen.
Navíc krátce po půlnoci na 16. června byl křižník Hermione potopen ponorkou U-205.

## Závěr
Žádnou z obchodních lodí se na Maltu nepodařilo dopravit. To spolu s neúspěchem operace Harpoon znamenalo, že bude muset být vypraven další konvoj (operace Pedestal). Při ochraně konvoje ztratili Britové křižník a 2 torpédoborce. Navíc při akcích diverzního konvoje potopila ponorka U-77 eskortní torpédoborec HMS Grove.